# Luis Guadalupe
Luis Guadalupe (3 de abril de 1975) é um ex-futebolista peruano que atuava como defensor.

## Carreira
Luis Guadalupe integrou a Seleção Peruana de Futebol na Copa América de 1999.